# 4. duben
4. duben je 94. den roku podle gregoriánského kalendáře (95. v přestupném roce). Do konce roku zbývá 271 dní. Svátek má Ivana.

## Události

### Česko
- 1325 – Jan Lucemburský zakázal v období od zrání vín do Velikonoc nalévat rakouská vína. Učinil tak na ochranu domácích vinařů před jejich zahraniční konkurencí.
- 1415 – Husův přítel Jeroným Pražský přijel do Kostnice. Byl poznán, uvězněn a o rok později upálen.
- 1655 – Na příkaz pražského kardinála Arnošta Harracha bylo zázračná soška pražského jezulátka slavnostně opatřena první zlatou korunkou
- 1875 – První provedení Smetanovy Vltavy.
- 1945 – Prezident Edvard Beneš jmenoval na osvobozeném území v Košicích novou vládu v čele se sociálním demokratem Zdeňkem Fierlingerem.
- 1947 – Hradecký program program zemědělské politiky Komunistické strany Československa vyhlášený J. Ďurišem na manifestaci v Hradci Králové vycházel z principu, že půda patří těm, kdo na ní pracují, požadoval rozšíření pozemkové reformy a likvidaci velkostatků.
- 1948 – Začaly čtyřdenní oslavy 600. výročí založení Univerzity Karlovy v Praze. Prezident republiky Edvard Beneš předal představitelům Karlovy univerzity obnovenou zakládací listinu.
- 1958 – Premiéra francouzsko-českého kresleného animovaného filmu režiséra Eduarda Hofmana a francouzského výtvarníka Jeana Effela Stvoření světa. Komentář namluvil Jan Werich.
- 1969 – Na protest proti normalizační politice se v Jihlavě upálil komunista Evžen Plocek. Svým činem vědomě navázal na odkaz Jana Palacha a Jana Zajíce.
- 2002 – Filmový štáb Roba Cohena natáčel v Praze americký akční film xXx s Vinem Dieselem v hlavní roli. Kaskadér při nebezpečné scéně v plné rychlosti narazil tělem do jednoho z mostních pilířů Karlova mostu. I přes okamžitou pomoc záchranářů zemřel na místě.
- 2005 –  Ministr spravedlnosti Pavel Němec vyhověl žádosti Kataru o vydání prince Háinida bin Abdal Saního vazebně stíháného za pohlavní zneužívání, ohrožování výchovy mládeže a kuplířství.
- 2014 – Policie navrhla Marka Dalíka obžalovat z pokusu o podvod při nákupu Pandurů, v květnu podalo státní zastupitelství žalobu.

### Svět
- 1081 – Na byzantský trůn usedá Alexios I. Komnenos.
- 1147 – První historické zprávy o Moskvě.
- 1268 – Benátská delegace a císař Michael VIII. Palaiologos uzavřeli pětiletou byzantsko-benátskou mírovou dohodu
- 1460 – V Bazileji byla založena nejstarší univerzita ve Švýcarsku.
- 1558 – Ruský car Ivan IV. věnoval část severního Ruska lovcům kožešin
- 1581 – Anglický korzár a mořeplavec Francis Drake byl po dokončení obeplutí Zeměkoule povýšen na Sira.
- 1628 – V banskobystrickém dole Boží požehnání jeho vrchní střelmistr Gašpar Weindl jako první na světě úspěšně provedl odstřel tvrdých hornin.
- 1660 – Anglický král Karel II. Stuart vydal Bredskou deklarací v které přislíbil amnestii revolucionářům, schválil majetkové přesuny a přistoupil na zásady konstituční monarchie.
- 1687 – Anglický král Jakub II. Stuart vydal Deklaraci o shovívavosti umožňující plnou náboženskou svobodu v Anglii.
- 1721 – Sir Robert Walpole se stal prvním britským premiérem.
- 1796 – Georges Cuvier organizuje první paleontologickou přednášku.
- 1818 – Spojené státy americké přijaly vlajku Spojených států s 13 červenými a bílými pruhy a jednou hvězdou za každý stát.
- 1900 – V Bruselu byl spáchán atentát na britského následníka trůnu prince Alberta Eduarda.
- 1945
  - Sovětská armáda převzala kontrolu nad Maďarskem.
  - Začalo gruzínské povstání na Texelu.
- 1949 – Byla založena Severoatlantická aliance.
- 1964 – The Beatles obsadili prvních 5 pozic v Billboard Hot 100 pop žebříčku.
- 1968
  - Martin Luther King, Jr. byl zavražděn Jamesem Earlem Rayem v motelu v Memphisu, Tennessee.
  - Program Apollo: NASA odstartovala Apollo 6.
- 1975 – Bill Gates a Paul Allen založili společnost Microsoft.
- 1994 – Marc Andreessen a Jim Clark založili Netscape pod jménem "Mosaic Communication Corporation".
- 2002 – Mírovou dohodou byla po dvaceti sedmi letech ukončena občanská válka v Angole.
- 2011 – Při návštěvě Chile vzbudil prezident Klaus pozornost celého světa, když si za přítomnosti televizních kamer strčí do kapsy protokolární pero

## Narození

### Česko

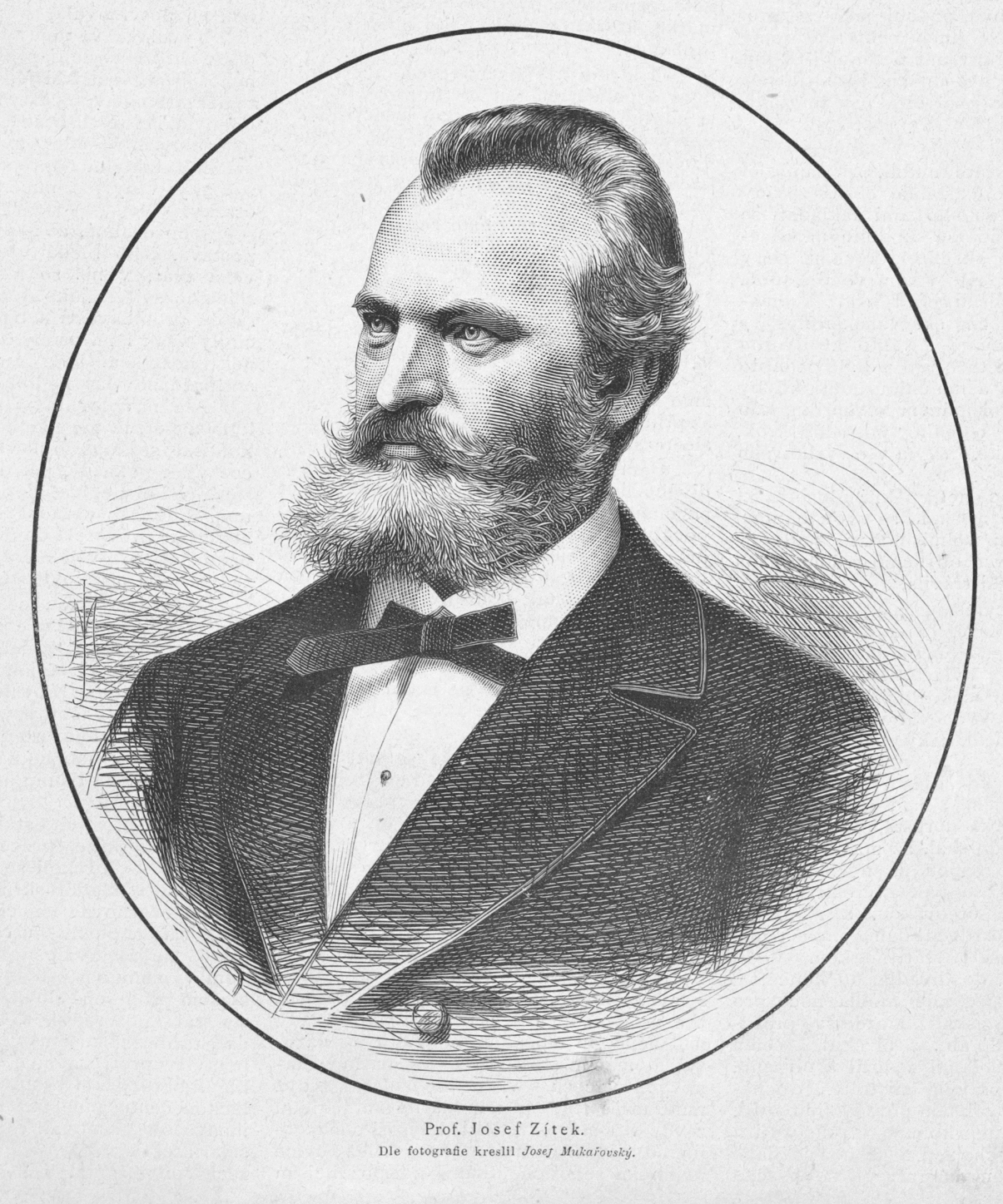
Josef Zítek (* 1832)

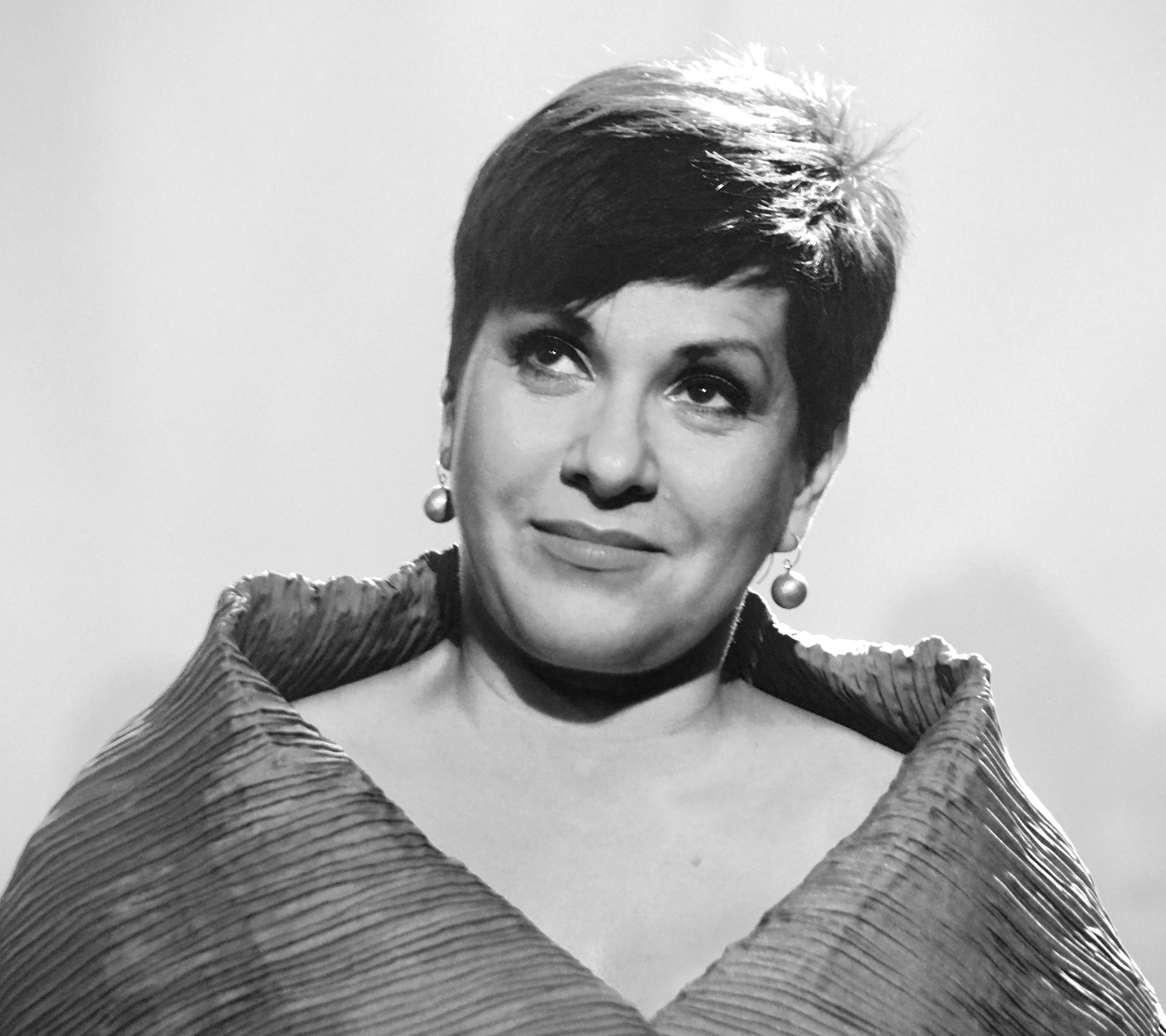
Dagmar Pecková (* 1961)

- 1490 – Vojtěch z Pernštejna, nejvyšší hofmistr Království českého († 17. března 1534)
- 1756 – Josef Heřman Agapit Gallaš, malíř, lékař a spisovatel († 15. února 1840)
- 1790 – Jan Jiří Grasel, jihomoravský a rakouský bandita a loupežník († 31. ledna 1818)
- 1811 – Jan Pravoslav Přibík, český učitel a spisovatel († 19. října 1893)
- 1831 – Adolf Brecher, lékař, spisovatel a básník († 13. dubna 1894)
- 1832 – Josef Zítek, český architekt († 2. srpna 1909)
- 1835 – Václav Šebele, malíř († 30. dubna 1899)
- 1836 – Adolf Chwala, český malíř († 14. března 1900)
- 1841 – Čeněk Kotal, český pedagog, vlastenec, redaktor časopisu Vesmír († 3. prosince 1883)
- 1843 – Adolf Rodler, kněz, publicista a politik († 31. prosince 1912)
- 1845 – František Plesnivý, rakousko-uherský architekt  († 9. srpna 1918)
- 1856 – Albert Vojtěch Velflík, rektor ČVUT († 11. listopadu 1920)
- 1859 – Julius Rauscher, český hudební skladatel a pedagog († 17. března 1929)
- 1860 – František Němec, československý politik († ?)
- 1861 – Wenzel Franz Jäger, německočeský malíř, krajinář († 8. prosince 1928)
- 1864
  - František Blahovec, kněz, regionální aktivista v Pošumaví a politik († 16. března 1942)
  - Bohumil Bouška, český spisovatel a dramatik († 30. ledna 1935)
- 1870 – Jan Dvořák, československý politik († 1931)
- 1878 – Karol Svetlík, československý politik slovenské národnosti († ?)
- 1882 – Emil Filla, český kubistický malíř († 7. října 1953)
- 1884 – Jaroslav Mezník, viceprezident Podkarpatské Rusi, moravský zemský prezident († 14. listopadu 1941)
- 1892
  - Oldřich Blecha, český hudební skladatel a sběratel lidových písní († 14. srpna 1951)
  - Fritz Aurich, český matematik († ?)
- 1898 – Jan Lauda, český sochař († 11. března 1959)
- 1911
  - Václav Čtvrtek, český prozaik († 6. listopadu 1976)
  - Marie Kettnerová, česká stolní tenistka († 28. února 1998)
- 1914 – Zdeněk Kopal, astronom († 23. června 1993)
- 1915 – Jan Drda, český prozaik a dramatik († 28. listopadu 1970)
- 1920 – Jindřich Krejča, malíř, vědecký ilustrátor († 29. května 1991)
- 1926 – Zdena Procházková, herečka a konferenciérka
- 1932
  - Lubomír Pánek, český populární a jazzový zpěvák a instrumentalista
  - Jiří Meduna, moravský archeolog († 7. listopadu 2007)
- 1933
  - Ladislav Přáda, československý fotbalový reprezentant († 19. prosince 1995)
  - Ladislav Holý, český antropolog († 13. dubna 1997)
- 1935 – Wabi Ryvola, český písničkář († 28. února 1995)
- 1936 – Ivo Odehnal, český spisovatel a básník
- 1938 – Miroslav Tejchman, český historik
- 1940
  - Stanislav Tesař, český hudební vědec
  - Miroslav Parák, malíř († 18. ledna 2003)
- 1943
  - Jiří Paďour, českobudějovický biskup
  - Jarmila Orlová, česká herečka
- 1944 – Benjamin Kuras, spisovatel, dramatik, překladatel
- 1951
  - Dana Hábová, česká tlumočnice a překladatelka
  - Jana Robbová, česká zpěvačka († 4. srpna 1996)
- 1953 – Jan Novák, česko-americký spisovatel
- 1955 – Dana Kyndrová, dokumentární fotografka
- 1958 – Karel Glogr, scénický a kostýmní výtvarník, architekt
- 1961 – Dagmar Pecková, česká operní pěvkyně
- 1989 – Kateřina Sokolová, česká Miss pro rok 2007

### Svět

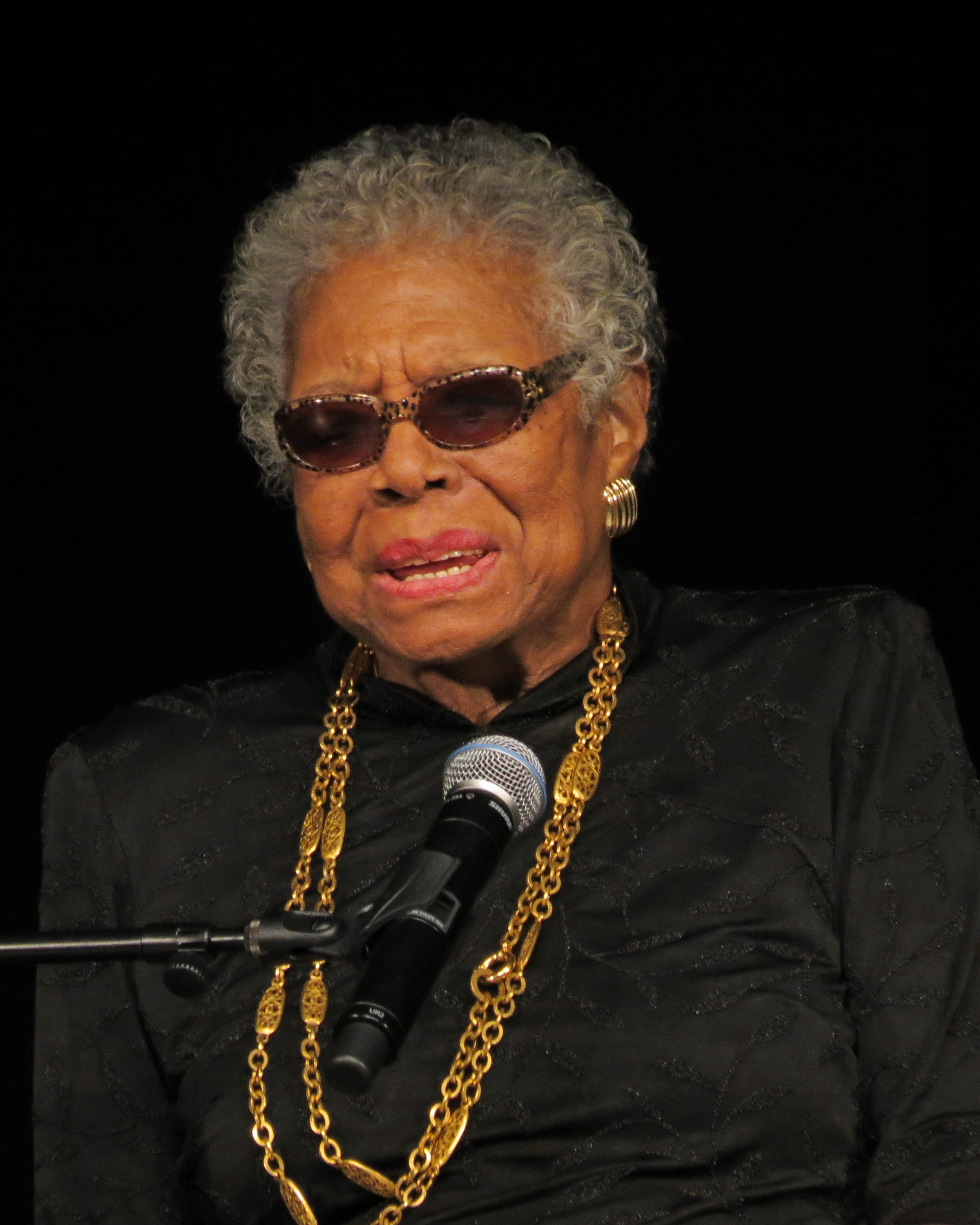
Maya Angelou (* 1928)

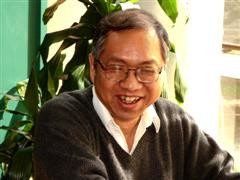
Čchiou Čcheng-tung (* 1949)

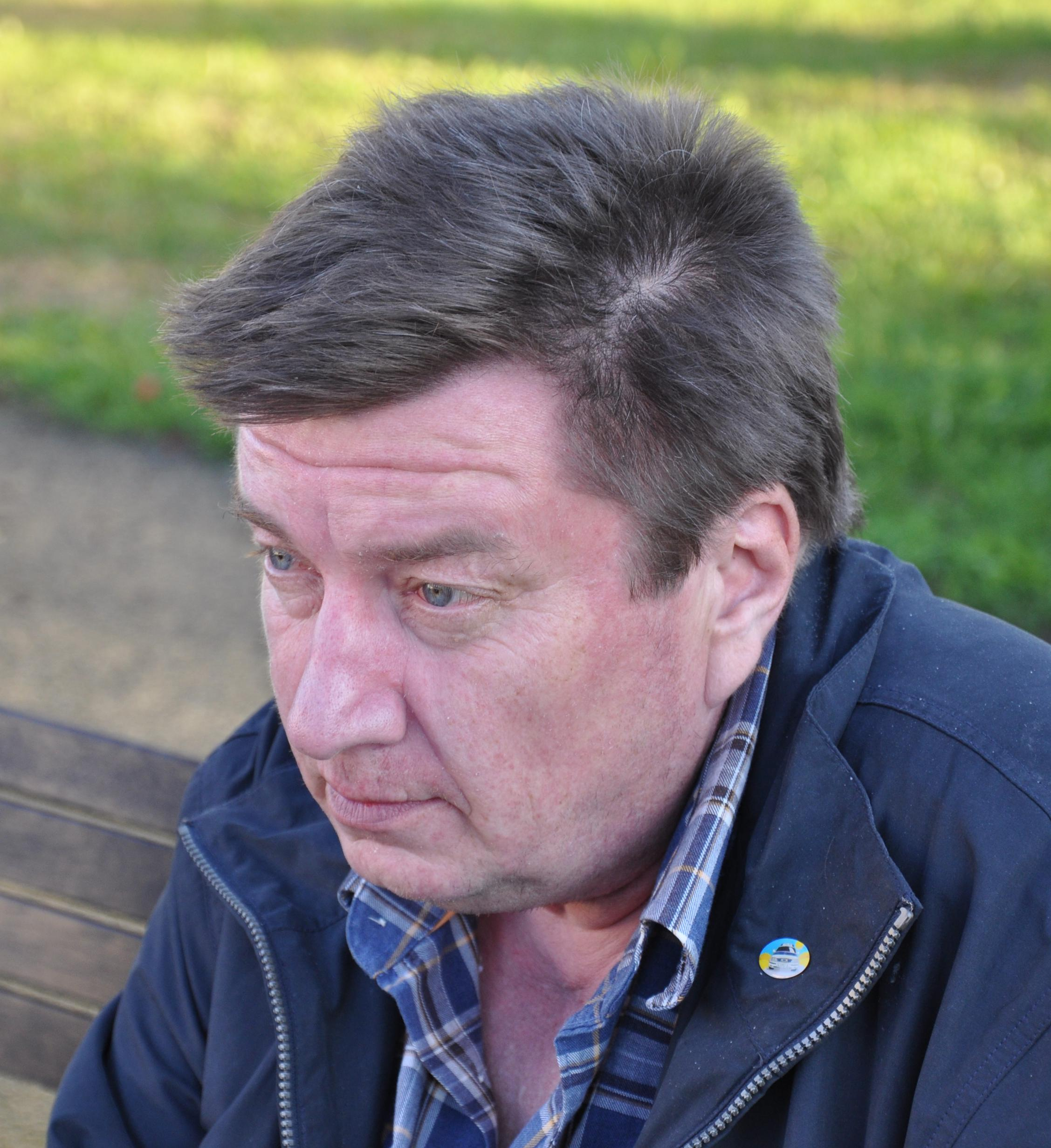
Aki Kaurismäki (* 1945)

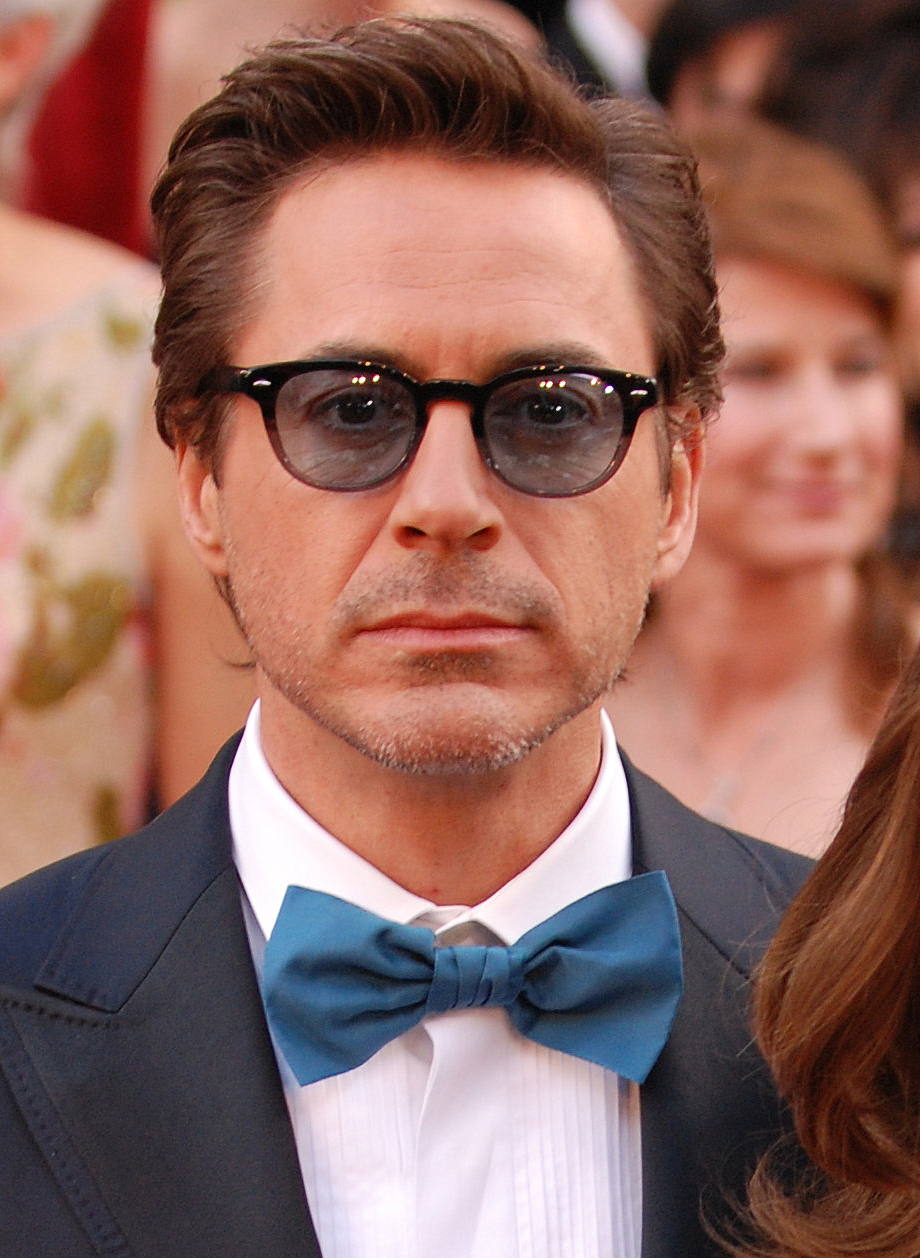
Robert Downey Jr. (* 1965)

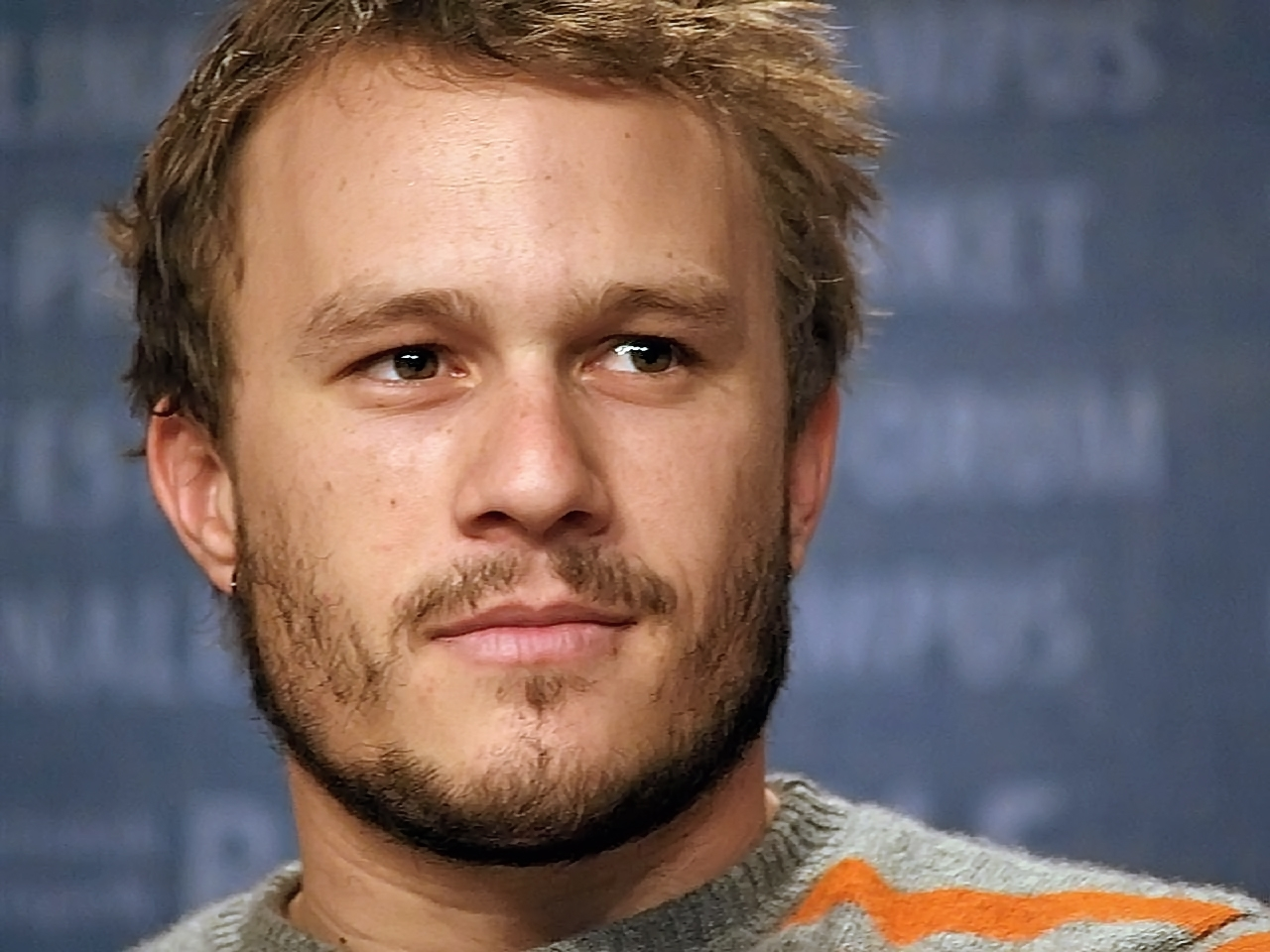
Heath Ledger (* 1979)

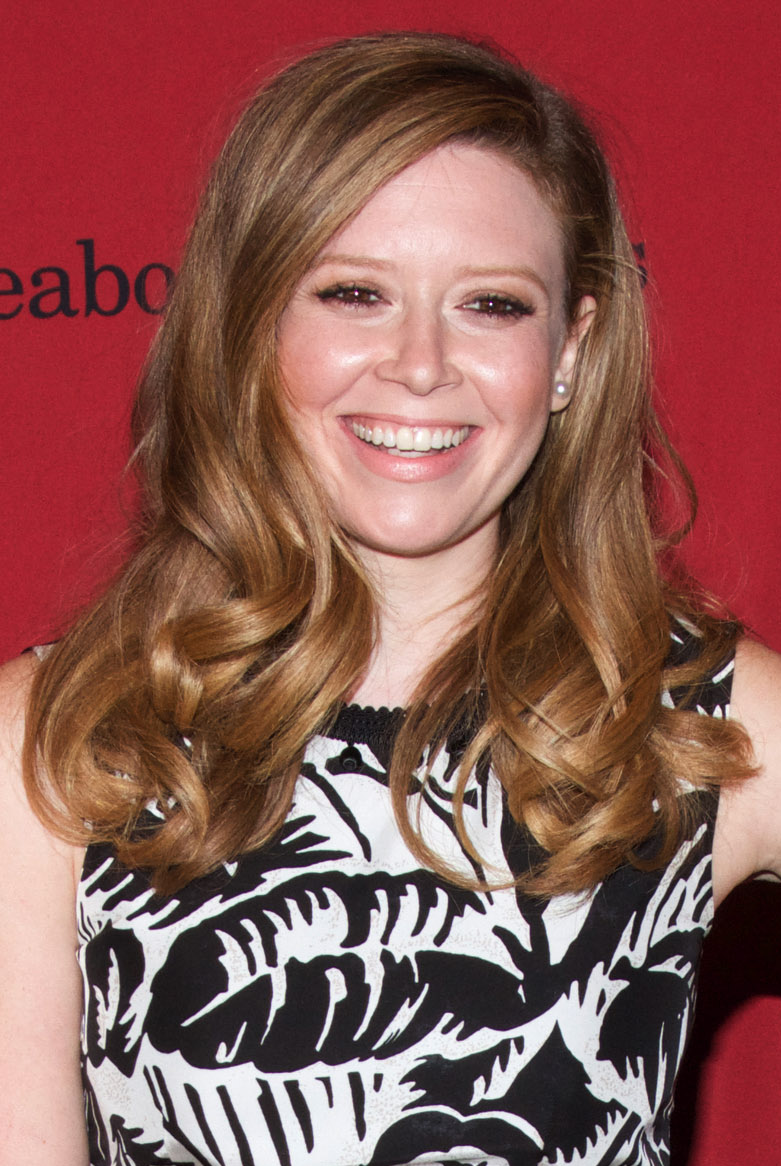
Natasha Lyonne (* 1979)

- 0188 – Caracalla, římský císař († 8. dubna 217)
- 1406 – Ču Čan-šan, syn čínského císaře Chung-siho († 18. února 1478)
- 1515 – Ambrosius Lobwasser, německý humanista, spisovatel a básník († 27. listopadu 1585)
- 1676 – Giuseppe Maria Orlandini, italský hudební skladatel († 24. října 1760)
- 1688 – Joseph-Nicolas Delisle, francouzský astronom a kartograf († 11. září 1768)
- 1752 – Niccolò Antonio Zingarelli, italský hudební skladatel († 5. května 1837)
- 1785 – Bettina von Arnim, německá spisovatelka († 20. ledna 1859)
- 1795 – Joseph Böhm, houslista maďarského židovského původu († 28. března 1876)
- 1818 – Thomas Mayne-Reid, americký spisovatel († 22. října 1883)
- 1819 – Marie II. Portugalská, portugalská královna († 15. listopadu 1853)
- 1826
  - Samuel Boden, anglický šachový mistr a novinář († 13. ledna 1882)
  - Zénobe Gramme, belgický vynálezce († 20. ledna 1901)
- 1834
  - Helena Bavorská, bavorská princezna († 16. května 1890)
  - Jerzy Cienciała, polský politik († 5. dubna 1913)
- 1842 – Édouard Lucas, francouzský matematik († 3. října 1891)
- 1843
  - Hans Richter, rakouský dirigent († 5. prosince 1916)
  - William Henry Jackson, americký malíř, fotograf a cestovatel († 30. června 1942)
- 1858 – Remy de Gourmont, francouzský spisovatel († 17. září 1915)
- 1864 – Futabatei Šimei, japonský spisovatel, překladatel a novinář († 10. května 1909)
- 1875
  - Mistinguett, francouzská herečka († 5. ledna 1956)
  - Pierre Monteux, francouzský dirigent († 1. července 1964)
- 1876 – Maurice de Vlaminck, francouzský malíř, sochař a spisovatel († 11. října 1958)
- 1879 – Gabriel Grovlez, francouzský klavírista, skladatel a dirigent († 20. října 1944)
- 1884 – Isoroku Jamamoto, japonský admirál († 18. dubna 1943)
- 1889 – Hans-Jürgen von Arnim, německý generálplukovník († 1. září 1962)
- 1892 – Karl Wilhelm Reinmuth, německý astronom († 6. května 1979)
- 1898 – Július Tatár, slovenský filatelista, fotograf a amatérský entomolog († 23. března 1987)
- 1902 – Stanley G. Weinbaum, americký spisovatel († 14. prosince 1935)
- 1904
  - Alexandr Nikolajevič Afinogenov, ruský sovětský novinář, spisovatel a dramatik († 29. října 1941)
  - Gustáv Plavec, slovenský evangelický farář a spisovatel († 5. listopadu 1971)
- 1910 – Barthélemy Boganda, středoafrický politik († 29. března 1959)
- 1913
  - Jurij Andrejevič Tregubov, ruský spisovatel († 27. února 2000)
  - Cecil Gant, americký bluesový zpěvák († 4. února 1951)
- 1914 – Marguerite Duras, francouzská spisovatelka († 3. března 1996)
- 1915 – Muddy Waters, americký bluesový kytarista († 30. dubna 1983)
- 1920 – Éric Rohmer, francouzský filmový kritik, scenárista a režisér († 11. ledna 2010)
- 1922 – Elmer Bernstein, americký hudební skladatel († 18. srpna 2004)
- 1923 – Nikola Hajdin, srbský stavební inženýr
- 1928 – Maya Angelou, americká spisovatelka († 28. května 2014)
- 1929
  - Rosalie Bertellová, kanadská vědecká pracovnice, spisovatelka a environmentální aktivistka († 14. června 2012)
  - Buster Cooper, americký pozounista 13. května 2016)
- 1931 – Jake Hanna, americký bubeník († 12. února 2010)
- 1932
  - Anthony Perkins, americký herec († 12. září 1992)
  - Andrej Tarkovskij, ruský režisér († 19. prosince 1986)
  - Jaroslav Abelovič, slovenský geodet († 18. května 1996)
- 1933 – Armand Abécassis, francouzský spisovatel a filosof
- 1939
  - Hugh Masekela, jihoafrický trumpetista († 23. ledna 2018)
  - Danny Thompson, anglický kontrabasista
- 1941 – Felix Ivanovič Čujev, sovětský básník, novinář a spisovatel († 2. dubna 1999)
- 1944 – David Nicolle, britský historik
- 1945 – Daniel Cohn-Bendit, francouzsko-německý politik
- 1946 – Horst Fuchs, německý teleshoppingový prodavač († 11. července 2023)
- 1947 – Mikio Jahara, japonský karatista
- 1948
  - Abdullah Öcalan, vůdce a bývalý předseda PKK – Kurdské strany pracujících
  - Dan Simmons, americký spisovatel science fiction a hororu
  - Berry Oakley, americký baskytarista († 11. listopadu 1972)
- 1949 – Čchiou Čcheng-tung, čínský matematik
- 1950
  - Pip Pyle, britský bubeník († 28. srpna 2006)
  - Christine Lahti, americká herečka
- 1952
  - Rosemarie Ackermannová, východoněmecká olympijská vítězka ve skoku do výšky
  - Gary Moore, irský blues rockový kytarista a zpěvák († 6. února 2011)
- 1953 – Oleg Orlov, ruský biolog, aktivista
- 1957
  - Peter Englund, švédský historik a spisovatel
  - Aki Kaurismäki, finský filmový scenárista a režisér
- 1958 – Vičaj Srivadtanaprapcha, thajský mliardář, majitel klubu Leicester City FC (* 27. října 2018)
- 1965 – Robert Downey Jr., americký herec
- 1966 – Mike Starr, americký baskytarista († 8. března 2011)
- 1977 – Adam Dutkiewicz, americký hudebník
- 1979
  - Heath Ledger, australský herec († 22. ledna 2008)
  - Natasha Lyonne, americká herečka
- 1980
  - Johnny Borrell, britský zpěvák
- 1981 – Adam Hess, americký basketbalista
- 1982 – Brandon Bochenski, americký hokejista
- 1983 – Jevgenij Arťuchin, ruský hokejista
- 2000 – Nolwenn Arc, francouzská sportovní lezkyně

## Úmrtí

### Česko

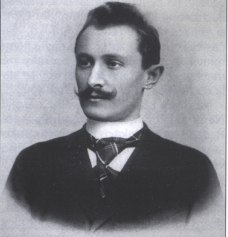
František Xaver Šalda († 1937)

- 1587 – Prokop Lupáč z Hlaváčova (* asi 1530)
- 1798 – Johann Franz Greipel, malíř (* 2. června 1720)
- 1806 – Josef Platzer, malíř a jevištní výtvarník (* září 1751)
- 1861 – František Antonín Kolovrat, šlechtic a rakouský státník (* 31. ledna 1778)
- 1900 – Emanuel Tonner, český pedagog, novinář, překladatel a politik (* 25. prosince 1829)
- 1902 – František Schmoranz starší, český architekt (* 28. prosince 1814)
- 1904 – Josef Grond, rakouský a český politik německé národnosti, starosta města Králíky (* 12. března 1817)
- 1906 – Vilém ze Schaumburg-Lippe, český šlechtic (* 12. prosince 1834)
- 1908 – Josef Herold, český advokát a politik (* 22. října 1850)
- 1909 – Otakar Georgius Paroubek, spisovatel, kartograf, dramatik a cestovatel (* 14. března 1856)
- 1910 – František Štolba, profesor chemické technologie a enzymologie, rektor ČVUT (* 24. března 1839)
- 1912
  - Josef Kořán, publicista, historik a poslanec Českého zemského sněmu (* 24. září 1838)
  - Josef Sokol, český pedagog a politik (* 4. července 1831)
- 1924 – Arnold Pick, pražský psychiatr a neurolog (* 20. července 1851)
- 1931 – Karel Thir, historik, archivář (* 4. října 1856)
- 1932 – Otakar Černín, český šlechtic, diplomat a politik (* 26. září 1872)
- 1933
  - Géza Grosschmid, československý politik maďarské národnosti (* 12. ledna 1872)
  - Lájos Franciscy, československý politik maďarské národnosti (* 1862)
- 1936 – Julius Stoklasa, český chemik fyziolog a biolog (* 9. září 1857)
- 1937
  - Antonín Basl, geograf, historik, legionář a velitel Vojenského zeměpisného ústavu (* 1. února 1889)
  - František Xaver Šalda, český literární kritik (* 22. prosince 1867)
  - Leopold Pokorný, český interbrigadista (* 8. května 1904)
  - František Lukavský, československý politik (* 10. října 1874)
- 1944 – Karel Weis, skladatel a sběratel lidových písní (* 13. února 1862)
- 1947 – Valdemar Mazura, žamberský starosta, fotograf a vydavatel (* 7. září 1880)
- 1955 – Otakar Švec, český sochař (* 23. listopadu 1892)
- 1958 – Jan Morávek, spisovatel (* 1. května 1888)
- 1959 – Otakar Novotný, český architekt a designer (* 11. ledna 1880)
- 1964 – Václav Hadač, český archivář (* 13. srpna 1891)
- 1968
  - Vladimír Vand, fyzik (* 6. února 1911)
  - František Rut Tichý, český spisovatel (* 21. května 1886)
- 1972 – Anna Polmanová-Preclíková, sbormistryně a dirigentka (* 28. března 1895)
- 1973 – Jan Svoboda, český jazykovědec (* 26. prosince 1899)
- 1986 – Josef Vosolsobě, atlet, krasobruslař a sportovní zpravodaj ČTK (* 3. ledna 1905)
- 1987 – Jana Obrovská, česká hudební skladatelka (* 13. září 1930)
- 1996 – Jaroslav Štercl, herec, komik, lidový bavič (* 18. listopadu 1919)
- 2000 – Miroslav Pinc, ilustrátor knih z oblasti botaniky (* 5. července 1949)
- 2005 – Helena Zmatlíková, ilustrátorka dětských knížek (* 19. listopadu 1923)
- 2007 – Jiří Šebánek, scenárista, spisovatel a zejména přední cimrmanolog (* 8. února 1930)
- 2008 – Jiří Grospič, fotbalista, dlouholetý hráč Slavie Praha (* 22. března 1948)
- 2009 – Josef Tejkl, český dramatik a divadelník (* 1952)
- 2013 – Ivo Paukert, televizní scenárista a režisér (* 13. dubna 1931)
- 2016 – Pavel Šmok, tanečník, herec, choreograf, režisér a pedagog (* 22. října 1927)

### Svět

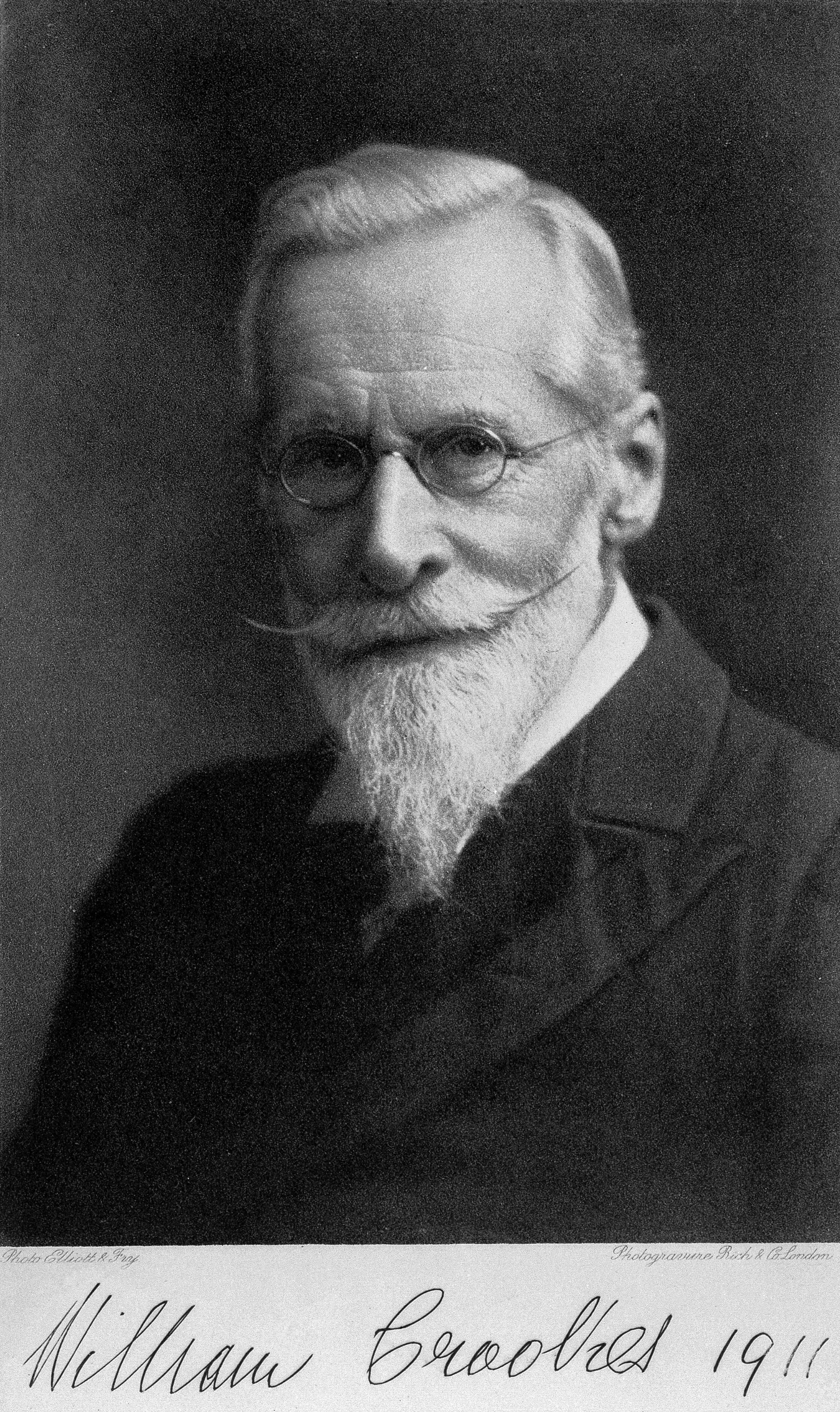
William Crookes († 1919)

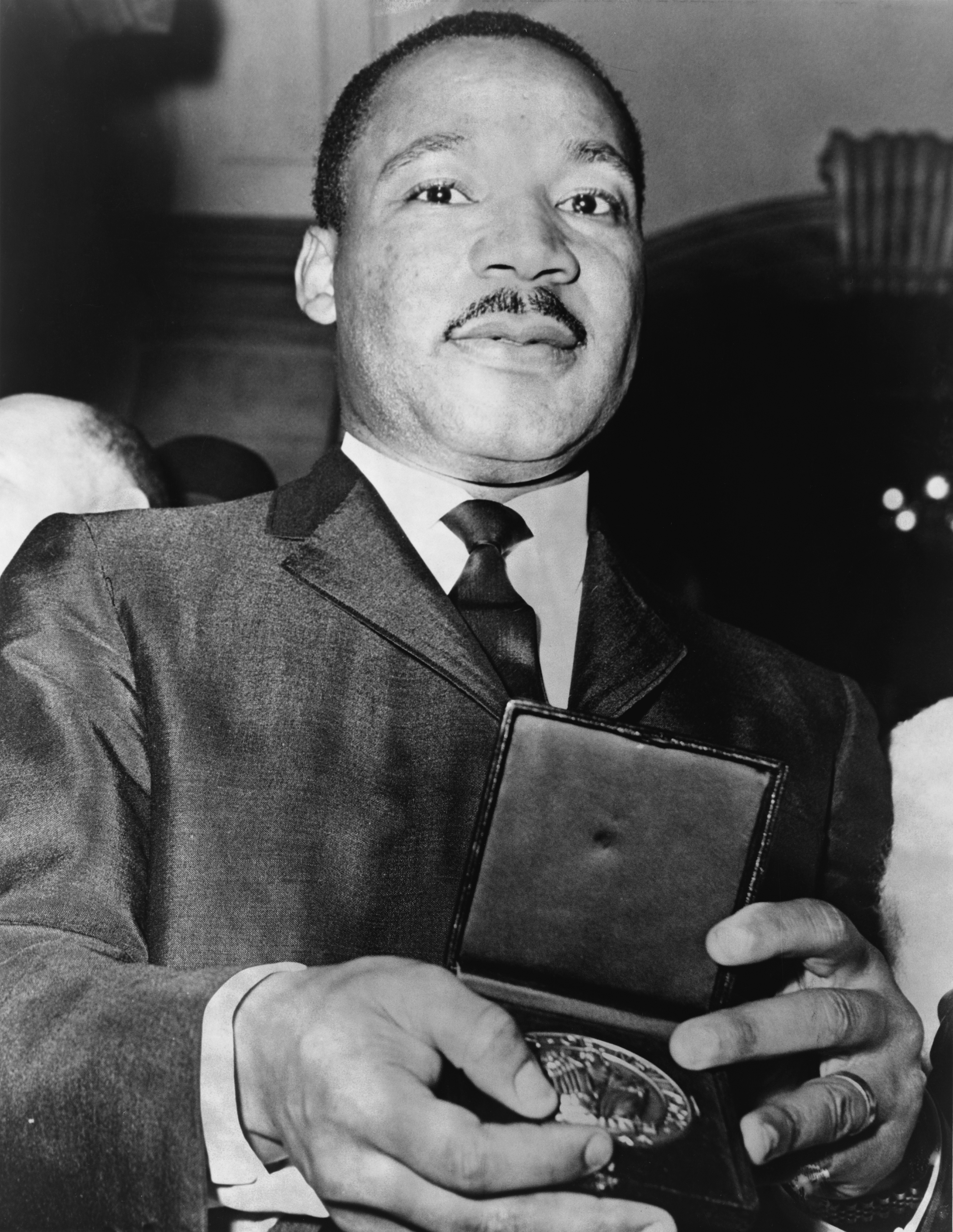
Martin Luther King († 1968)

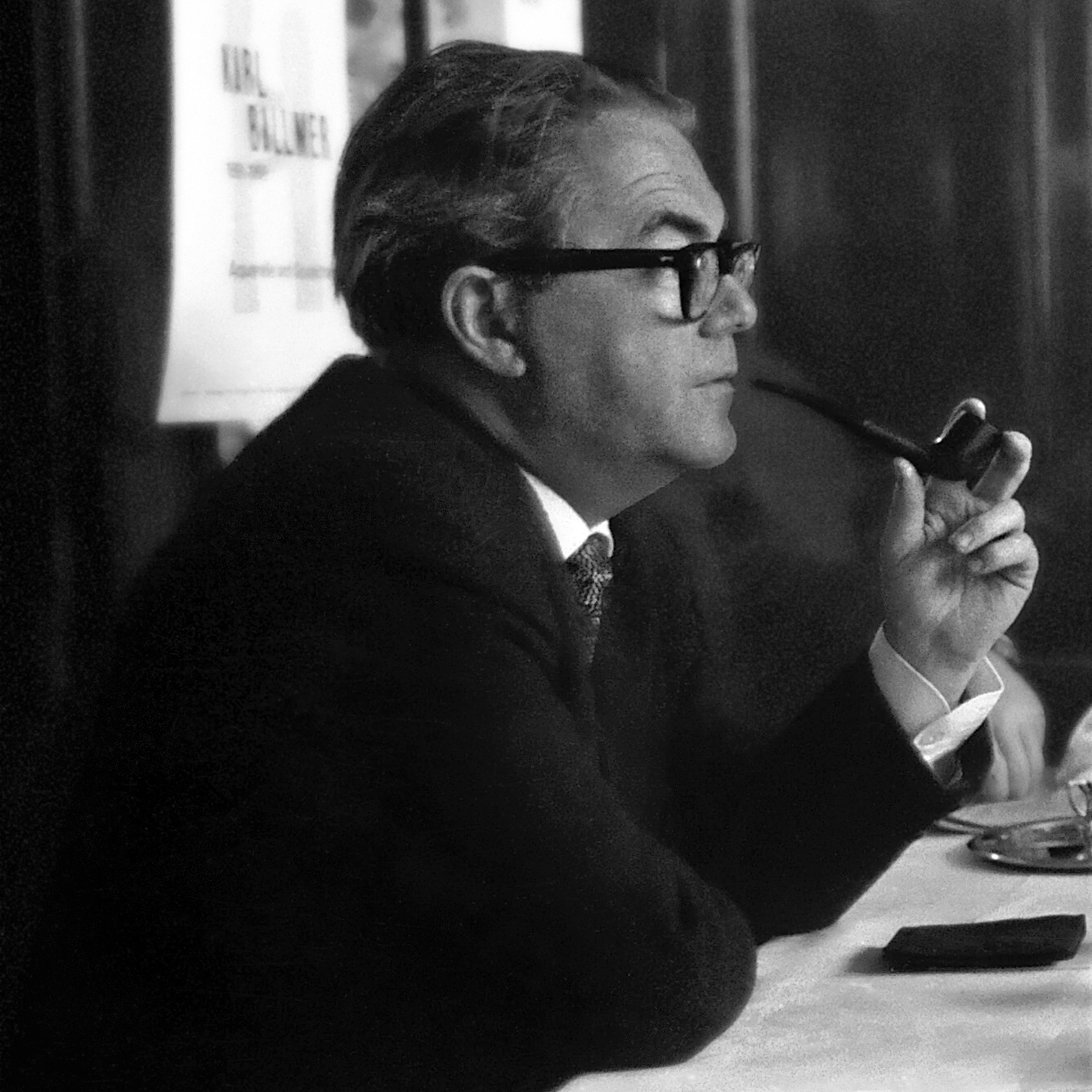
Max Frisch († 1991)

- 0397 – Ambrosius, římský biskup (* okolo 340)
- 0636 – Isidor ze Sevilly, sevillský biskup (* okolo 560)
- 1147 – Fridrich II. Švábský zvaný Jednooký, švábský vévoda (* 1090)
- 1284 – Alfons X. Kastilský, král Kastílie a Leónu (* 23. listopadu 1221)
- 1292 – Mikuláš IV., papež, narozen jako Girolamo Masci (* 30. září 1227)
- 1406 – Robert III. Skotský, král skotský (* cca 1337)
- 1474 – Anna Brunšvicko-Grubenhagensko-Einbecká, bavorská vévodkyně (* 1414)
- 1538 – Jelena Glinská, matka cara Ivana Hrozného (* asi 1510)
- 1544 – Ruy Lopez de Villalobos, španělský mořeplavec (* 1500)
- 1588 – Frederik II. Dánský, dánský a norský král (* 1. července 1534)
- 1589 – Benedikt Černý, katolický světec (* ? 1526)
- 1609 – Carolus Clusius, nizozemský botanik (* 19. února 1526)
- 1617 – John Napier, skotský matematik, fyzik a astronom (* 1550)
- 1633 – Pieter Lastman, holandský malíř (* 1583)
- 1774 – Oliver Goldsmith, anglický básník, prozaik a lékař (* 10. listopadu 1728)
- 1806 – Carlo Gozzi, italský dramatik (* 13. prosince 1720)
- 1807 – Jérôme Lalande, francouzský matematik a astronom (* 11. července 1732)
- 1817 – André Masséna, francouzský napoleonský maršál (* 6. května 1756)
- 1823 – Amálie Luisa Arenbergová, bavorská vévodkyně (* 10. dubna 1789)
- 1841 – William Henry Harrison, americký prezident (* 9. února 1773)
- 1852 – Felix Schwarzenberg, rakouský politik (* 2. října 1800)
- 1868 – Eduard van der Nüll, rakouský architekt (* 9. ledna 1812)
- 1870 – Franz Josef Ruprecht, rakouský botanik (* 1. ledna 1814)
- 1899 – Arnošt Habsbursko-Lotrinský, rakouský arcivévoda, vnuk Leopolda II. (* 8. srpna 1824)
- 1905 – Constantin Meunier, belgický malíř a sochař (* 12. dubna 1831)
- 1913 – Alexander Henderson, kanadský fotograf skotského původu (* 1831)
- 1918 – Hermann Cohen, německý židovský filosof (* 4. července 1842)
- 1919 – William Crookes, britský chemik a fyzik (* 17. června 1832)
- 1923
  - Julij Osipovič Martov, ruský politik a žurnalista (* 24. listopadu 1873)
  - John Venn, anglický matematik, logik a filosof (* 4. srpna 1834)
- 1929 – Karl Benz, německý automobilový konstruktér (* 25. listopadu 1844)
- 1930 – Viktorie Bádenská, švédská královna (* 7. srpna 1862)
- 1932 – Wilhelm Ostwald, německý chemik, nositel Nobelovy ceny za chemii za rok 1909 (* 2. září 1853)
- 1939 – František Horváth, slovenský houslista (* 1855)
- 1941 – Emine Nazikedâ Kadınefendi, manželka osmanského sultána Mehmeda VI. (* 9. října 1866)
- 1947 – James Edward Cecil, 4. markýz ze Salisbury, britský státník a šlechtic (* 23. října 1861)
- 1948 – Mileva Marićová, matematička, fyzička a manželka Alberta Einsteina (* 19. prosince 1875)
- 1953
  - Karel II. Rumunský, rumunský král (* 15. října 1893)
  - Rachilde, francouzská spisovatelka (* 11. února 1860)
- 1958 – Jens Ferdinand Willumsen, dánský výtvarný umělec (* 7. září 1863)
- 1967 – Héctor Scarone, uruguayský fotbalista (* 26. listopadu 1898)
- 1968 – Martin Luther King, americký aktivista (* 15. ledna 1929)
- 1969 – Friedrich von Huene, německý paleontolog (* 22. března 1875)
- 1971 – Frank Loomis, americký olympijský vítěz v běhu na 400 metrů překážek z roku 1920 (* 22. srpna 1898)
- 1976 – Harry Nyquist, americký informatik a fyzik švédského původu (* 7. února 1889)
- 1977 – Alois Reiser, americký hudební skladatel českého původu (* 6. dubna 1884)
- 1979 – Zulfikár Alí Bhutto, pákistánský prezident (* 5. ledna 1928)
- 1981 – Carl Ludwig Siegel, německý matematik (* 31. prosince 1896)
- 1984
  - Joan Ponc, katalánský malíř (* 28. listopadu 1927)
  - Maximilian Fretter-Pico, generál dělostřelectva německého Wehrmachtu (* 6. února 1892)
  - Oleg Antonov, ruský letecký konstruktér (* 7. února 1906)
- 1991
  - Forrest Towns, americký olympijský vítěz v běhu na 110 metrů překážek (* 6. února 1914)
  - Max Frisch, švýcarský spisovatel (* 15. května 1911)
- 1992 – Samuel Reshevsky, americký šachový velmistr (* 26. listopadu 1911)
- 1993 – Alfred Mosher Butts, americký architekt, tvůrce hry Scrabble (* 13. dubna 1899)
- 1997 – Jehuda Leo Picard, izraelský geolog a hydrolog (* 3. června 1900)
- 1999 – Bob Peck, britský divadelní, televizní a filmový herec (* 23. srpna 1945)
- 2004 – Jean-Pierre Garen, francouzský spisovatel (* 10. listopadu 1932)
- 2011 – Scott Columbus, americký bubeník (* 10. listopad 1956)
- 2013
  - Rechavam Amir, izraelský voják a diplomat (* 1. ledna 1916)
  - Roger Ebert, americký filmový kritik a scenárista (* 18. června 1942)
- 2014 – Wayne Henderson, americký pozounista a hudební producent (* 24. září 1939)
- 2015 – Bob Burns, americký bubeník (* 24. listopadu 1950)
- 2019 – Georgij Danělija, gruzínský filmový režisér (* 25. srpna 1930)
- 2020 – Luis Eduardo Aute, španělský zpěvák a kytarista (* 13. září 1943)

## Svátky

### Česko
- Ivana
- Isidora, Isodor, Izidor, Izidora
- Mira, Mirka
- Platon
- Socialistický kalendář: Státní svátek Maďarské lidové republiky

### Svět
- Mezinárodní den proti nášlapným minám
- Světový den potkanů
- Slovensko: Izidor
- Senegal: Národní den
- Maďarsko: Den osvobození
- Švýcarsko: Glarius Festival (je-li čtvrtek)

### Katolický kalendář
- Svatý Isidor ze Sevilly

| 4. duben v pražském KlementinuÚdaje jsou platné k 11. 3. 2025. | 4. duben v pražském KlementinuÚdaje jsou platné k 11. 3. 2025. | 4. duben v pražském KlementinuÚdaje jsou platné k 11. 3. 2025. |
| minimum                                                        | denní průměr                                                   | maximum                                                        |
| -------------------------------------------------------------- | -------------------------------------------------------------- | -------------------------------------------------------------- |
| −5,7 °C (1900)                                                 | 8,1 °C (od 1961)                                               | 23,0 °C (1953)                                                 |